# Mozilla
Der Begriff Mozilla [moʊˈzɪlɐ] steht für Internet-Software und für Projektorganisationen, die mit der Erstellung dieser Software verbunden sind. Aus dem Webbrowser Netscape Navigator, der unter dem Codenamen Mozilla entwickelt wurde, ist die Programmsammlung Mozilla Application Suite hervorgegangen. Das Unternehmen Netscape Communications Corporation, in dem die Software entwickelt wurde, führte zeitweilig eine farbige Echse, die den Namen Mozilla erhalten hatte, als ihr Firmenlogo.
Auch der zentrale Bestandteil der mit Mozilla assoziierten Software, die Gecko Rendering Engine, hat eine Echsenart (Geckoartige) als Namensgeber. Dieses Modul, das die Darstellung von Internet-Dokumenten übernimmt, ist beispielsweise Bestandteil des Browsers Mozilla Firefox und der Programmsammlung SeaMonkey.

## Mozilla-Projektorganisationen

### Mozilla-Projekt
Das Mozilla-Projekt steht unter dem Dach der Mozilla Foundation.
Es wurde ursprünglich von Netscape ins Leben gerufen.

### Mozilla Foundation

Logo der Mozilla Foundation

Altes Logo der Mozilla Foundation

Um die Internetprogramm-Sammlung der nächsten Generation für Netscape zu entwickeln, wurde 1998 die Mozilla Organization (kurz Mozilla.org) gegründet. Am 15. Juli 2003 wurde die Organization offiziell als eine Non-Profit-Organisation unter dem Namen Mozilla Foundation registriert. Diese Stiftung ist vor allem für die Entwicklung und Wartung des Mozilla-Firefox-Browsers, des E-Mail-Programms Mozilla Thunderbird und der beiden Anwendungen zugrundeliegenden Gecko Rendering Engine verantwortlich. Sie beherbergt aber auch einige andere Projekte wie beispielsweise Bugzilla, Tinderbox, Sunbird und Camino. Mozilla wurde von der Stiftung als Handelsmarke registriert.

### Mozilla Corporation

Logo der Mozilla Corporation

Am 3. August 2005 verkündete die Mozilla Foundation die Gründung eines kommerziellen und steuerpflichtigen Unternehmens unter dem Namen Mozilla Corporation, das sich der Weiterentwicklung, der Vermarktung, dem kommerziellen Support und dem Sponsoring von Mozilla Firefox und Mozilla Thunderbird verschrieben hat. Laut Mitchell Baker, der Präsidentin der Mozilla Foundation, sollten damals 36 der rund 40 Mitarbeiter der Stiftung künftig den Arbeitgeber zugunsten der Mozilla Corporation wechseln.

### Mozilla Messaging
Am 19. Februar 2008 wurde die Gründung von Mozilla Messaging bekanntgegeben, welches wie die Mozilla Corporation ein kommerzielles und steuerpflichtiges Unternehmen ist und sich zu 100 % im Eigentum der Mozilla Foundation befindet. Ziel des Unternehmens war die Softwareentwicklung im Bereich der Internet-Kommunikation, hierbei insbesondere die Weiterentwicklung des E-Mail-Clients Mozilla Thunderbird. Im April 2011 wurde Mozilla Messaging wieder eingegliedert, um die Entwicklung von Thunderbird 5.0 mit Firefox 5.0 besser koordinieren zu können. Der ehemalige Geschäftsführer David Ascher wechselt von Mozilla Messaging zu den Mozilla Labs.

## Software
Die wichtigsten Endbenutzer-Anwendungen für den Desktop sind der Webbrowser Firefox und das E-Mail-Programm Thunderbird. Zudem gibt es noch eine Kalenderanwendung, die wahlweise als Einzelanwendung oder als Erweiterung für Thunderbird angeboten wird, aber wegen des frühen Entwicklungsstadiums noch nicht für den produktiven Einsatz vorgesehen ist. Im Mobilbereich bietet Mozilla mit Firefox for Android einen mobilen Webbrowser für die Android-Plattform an und mit Firefox OS ein auf HTML basierendes mobiles Betriebssystem für Smartphones.
Die Mozilla Foundation plant in Zukunft die derzeitigen Einzelanwendungen auf der gemeinsamen Basis, dem XULRunner zu betreiben.
Neben dieser Software werden Bugzilla, eine Fehlerverwaltung, ein IRC-Client (bis Firefox 56 ChatZilla als Firefox-Erweiterung, mittlerweile als Chat-Komponente von Thunderbird) und weitere weniger verbreitete Anwendungen angeboten.
Im Juni 2012 stellte Mozilla einen Browser für das iPad von Apple mit einer neuartigen Nutzeroberfläche vor. Dieser trägt den Namen Junior. Die neu gestaltete Nutzeroberfläche hebt sich vor allem dadurch von Safari ab, dass sie keine Adresszeile enthält und nur zwei Schaltflächen anbietet, mit deren Hilfe der Nutzer zur vorherigen Seite wechseln beziehungsweise sich den Verlauf seiner Online-Aktivität plus gewohnte URL-Leiste anzeigen lassen kann.

### Mozilla Application Suite
Im März 1998 veröffentlichte Netscape Communications fast den ganzen Quelltext ihrer als Netscape Communicator bezeichneten weitverbreiteten Programmsammlung für das Internet unter einer freien Lizenz. Als Namen für die neue Anwendung, die aus diesem freigegebenen Quelltext weiterentwickelt wurde, entschied man sich für Mozilla, den früheren firmeninternen Codenamen des ursprünglichen Netscape Navigators. Im November 1998 entschied man jedoch, eine neu entwickelte Browser-Engine namens Gecko zu entwickeln. Nach einer relativ langen Periode der Pre-1.0-Versionen wurde Mozilla 1.0 am 5. Juni 2002 vorgestellt.
Der Quelltext der Mozilla-Programmsammlung diente auch als das Open-Source-Fundament für die Netscape-Suite ab der Version 6.0 bis einschließlich Netscape 7.2; der Quellcode der Gecko-Rendering-Engine als Bestandteil der Mozilla Application Suite bildete auch die Basis für weitere eigenständige Anwendungen, unter anderem auch die heutigen Flaggschiffe der Mozilla Foundation: Mozilla Firefox und Mozilla Thunderbird. Um die Mozilla-Programmsammlung von den Einzelanwendungen besser unterscheiden zu können, wurde sie als Mozilla Suite oder Mozilla Application Suite vermarktet.
Mittlerweile hat die Stiftung jedoch die Entwicklung der Programmsammlung zugunsten von Firefox und Thunderbird eingestellt. Eine Weiterentwicklung der Programmsammlung findet nun im Rahmen eines weitgehend unabhängigen Projekts unter dem Namen SeaMonkey statt, womit wiederum ein ursprünglich als Codename im Mozilla-Projekt benutzter Begriff für eine Programmsammlung verwendet wird.

### Mozilla Application Framework
Das Mozilla Application Framework ist ein plattformunabhängiges Gerüst für die Entwicklung von Anwendungen, die auf mehreren Betriebssystemen ausgeführt werden sollen. Es besteht hauptsächlich aus der Gecko Rendering Engine, aber auch dem XUL-GUI-Toolkit, der Necko-Netzwerkprogrammbibliothek und einigen weiteren Komponenten. Das ist der Programmkern, aus dem alle Mozilla-basierten Anwendungen gebaut werden. Zum Mozilla Application Framework gehört auch die durch dieses zur Verfügung gestellte Cross-Plattform-Komponentensammlung XPCOM, durch die einheitlich plattformübergreifend auf das Framework aus verschiedenen Umgebungen heraus und mit verschiedenen Sprachen zugegriffen werden kann.

### Mozilla Codebase
Die Mozilla Codebase, bestehend aus dem Quelltext der Mozilla-Softwareprojekte wie Firefox, Thunderbird, XULRunner usw., wird nach Projekten getrennt in Mercurial-Repositorys verwaltet. Diese große Quellcodebasis wird auch vereinfacht als Mozilla-Quellcode oder noch einfacher als Mozilla bezeichnet.
Die Mozilla Codebase wurde ursprünglich unter der Netscape Public License veröffentlicht. Mit dem Aktualisieren der Lizenz auf die Version 1.1 wurde ebenfalls der Name in Mozilla Public License (MPL) geändert. Die Free Software Foundation und andere Freie-Software-Verfechter wiesen darauf hin, dass eine unter der GNU General Public License (GPL) lizenzierte Komponente und eine MPL-lizenzierte Komponente nicht auf eine legale Weise miteinander in einem Softwareprojekt verknüpft werden könnten, und sie empfahlen Entwicklern aus diesem Grunde, die MPL nicht zu verwenden. Um diesem Umstand Rechnung zu tragen, lizenzierte die Mozilla Foundation die Codebase im Jahr 2003 dreifach unter der GNU General Public License, der GNU Lesser General Public License sowie unter der Mozilla Public License.
Seit der Anmeldung der Produktnamen und der Logos als Handelsmarken sowie der gleichzeitigen Lizenzierung der Logos unter einer nicht freien Lizenz konnte das Debian-Projekt wegen seiner Prinzipien die betroffenen Produkte, die auf der Mozilla Codebase aufsetzen, trotz des freien Quellcodes nicht unter den offiziellen Namen in seine Distributionen aufnehmen. So ist es zum Namensstreit zwischen Debian und Mozilla gekommen mit dem Ergebnis, dass Debian die betroffenen Mozilla-Produkte unter anderen Namen mit anderen Logos anbietet. Mozilla Firefox erhielt dabei den Namen Iceweasel. Ursprünglich wählte auch ein anderes Projekt namens GNUzilla im Vorfeld für ihre Firefox-Variante den bis auf die Großschreibung gleichen Namen IceWeasel. Dieses Projekt wurde von einem kleinen Team im Rahmen des GNU-Projekts initiiert. Das Ziel von Gnuzilla ist es ebenso, die Mozilla-Produkte ohne proprietären Bestandteile bzw. als freie Software unter anderen Namen anzubieten. Nach Verwirrungen aufgrund der Namensgleichheit entschied sich das Gnuzilla-Team jedoch später für einen anderen Namen, IceCat.

### Firefox Private Relay
Firefox Private Relay stellt Benutzern Einweg-E-Mail-Adressen zur Verfügung, die zur Bekämpfung von Spam (durch Verbergen der echten E-Mail-Adresse des Benutzers) und zur Verwaltung von E-Mail-Abonnements verwendet werden können, indem sie basierend auf der Partei, an die eine bestimmte Adresse gesendet wurde, kategorisiert werden.
Firefox Relay wurde erstmals am 9. April 2020 als Firefox-Add-on veröffentlicht. Mozilla kündigte den monatlichen Abonnementdienst Firefox Relay Premium an und beendete damit die Betaversion von Firefox Relay am 19. November 2021. Darüber hinaus können Benutzer, die vom Abonnement profitieren, davon profitieren Erhalten Sie unbegrenzt Alias-E-Mails als Benutzername@Benutzername.mozmail.com als @relay.firefox.com Anstelle der bereitgestellten pseudonymen E-Mail-Adressen wurden die E-Mail-Adressen von @mozmail.com ausgetauscht.

### Teil der Identifikation vieler Webbrowser
Wenn jemand eine Webseite mit einer Anwendung besucht, wird im Allgemeinen eine Zeichenkette übertragen, die das verwendete Benutzerprogramm (in diesem Fall User Agent genannt) gegenüber dem Webserver identifiziert. Diese Zeichenkette wird User-Agent-String genannt. Der Netscape-Browser identifizierte sich als „Mozilla/<version>“, gefolgt von Informationen über das Betriebssystem.
Weil der zu dieser Zeit führende Browser Netscape viele Funktionen besaß, die andere Browser nicht hatten, funktionierten bald einige Webseiten nur noch, wenn sie eine gewünschte Version von Mozilla im User-Agent-String fanden. Deswegen begannen andere Browser den Netscape Navigator zu imitieren, um ebenfalls diese Seiten darstellen zu können, indem ihr User-Agent-String auch mit Mozilla begann. Bekanntestes Beispiel ist der Internet Explorer, der der Hauptkonkurrent von Netscape war. Er identifizierte sich mit „Mozilla/<version> (compatible; MSIE <version>…“. Dieses Format wurde von anderen Browsern kopiert und besteht heute noch.
In einigen älteren Browserstatistikanwendungen wird der Begriff Netscape 5.0 fälschlicherweise benutzt, um auf diese Browser zu verweisen, weil deren User-Agent-Strings mit Mozilla/5.0 beginnt.

## Ursprung des Namens
Ursprünglich wurde Mozilla nur als firmeninterne Bezeichnung für den Webbrowser Netscape Navigator benutzt. Zum genauen Ursprung des Namens, der sich auf den ersten populären Webbrowser Mosaic bezieht, gibt es mehrere Erklärungen. Eine besagt, dass er sich aus Mosaic Killer (englisch umgangssprachlich für Mosaic-Mörder) zusammensetzt, laut der anderen aus Mosaic meets Godzilla. Möglicherweise treffen sogar beide Erklärungen zu.

### Das Maskottchen
Mozilla war ebenfalls das Maskottchen der Netscape Communications Corporation, die aus der Mosaic Communications Corporation hervorging. Anfangs gab es viele Ausprägungen verschiedener Formen des Maskottchens, unter anderem eines Astronauten mit Helm, aber die letztendliche Entscheidung für eine Godzilla-ähnliche grüne Echse hatte ohne Zweifel damit zu tun, dass der Name Mozilla dem Wort Godzilla ähnelte. Das Aussehen des Maskottchens wurde von Dave Titus 1994 entworfen.
Mozilla wurde anfangs sehr prominent auf der Netscape-Website dargestellt. Jedoch führte die Notwendigkeit eines professionelleren Firmenimages, insbesondere im Hinblick auf Unternehmenskunden, dazu, dass das Maskottchen von der Website verschwand. Netscape verwendete es weiterhin firmenintern, und es war oft auf T-Shirts der Belegschaft oder als Kunstwerke auf den Wänden des Netscape Campus im kalifornischen Mountain View zu sehen.
Nach Erwerb des Webverzeichnis NewHoo 1998 wurde es in Open Directory Project mit dem Spitznamen dmoz umbenannt. Dabei steht dmoz wegen dessen Ähnlichkeit mit dem Mozilla-Projekt für Directory of Mozilla. Ein Bild der grünen Echse zierte seitdem fast jede Seite von dmoz. Das ist auch heute noch der Fall, obwohl Netscape nach deren Erwerb durch AOL aufgelöst wurde.